# Ітікаф
Ітікаф (араб. اعتكاف) — благочестива практика в ісламі, під час якої люди на кілька днів і/або ночей замикаються в мечеті для молитви, поклоніння і читання Корану, постять і практикують сексуальну стриманість на основі обітниці. Ця практика зазвичай відбувається протягом останніх десяти ночей Рамадану і в цьому випадку також слугує для отримання особливого благословення Лайлат аль-Кадр, що припадає на одну з непарних ночей останніх днів Рамадану. Обітниця Ітікаф також може включати мовчання, але це дозволено лише вночі.

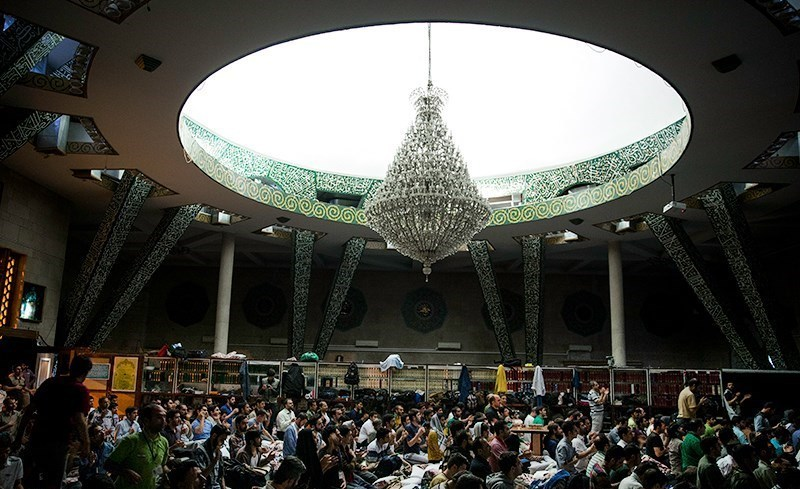
Ітікаф в Тегеранському університеті в Ірані, квітень 2016 р

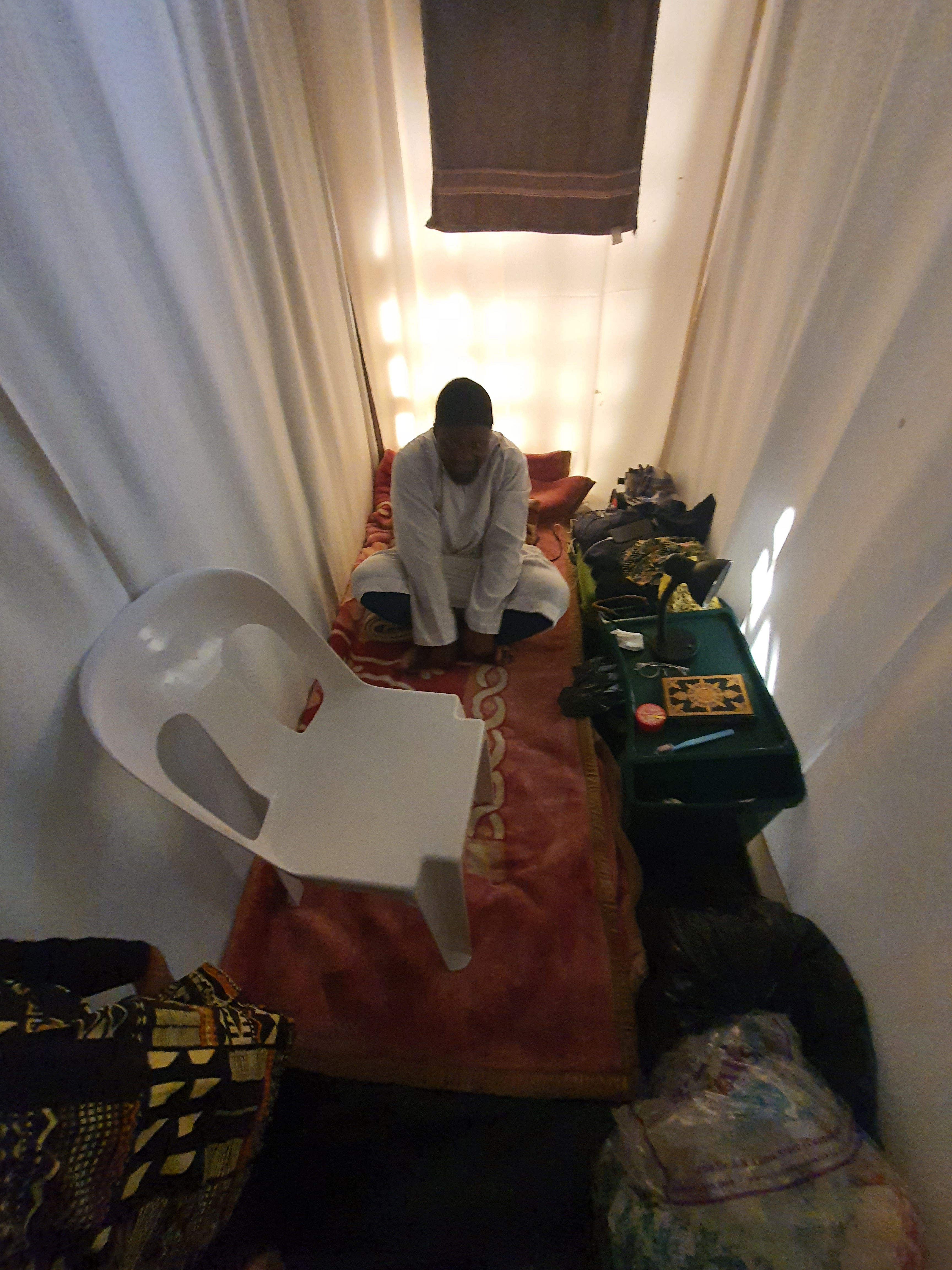
Ітікаф у мечеті на Вест-стріт у Дурбані, квітень 2024 року

Практика ітікаф також згадується в сурі 2:187, де віруючих просять не торкатися своїх дружин під час ночей Рамадану, коли вони перебувають у мечетях.
Давньоарабським попередником ітікафа є укуф, «перебування» в святилищі, яке також включало піст, статеву стриманість і читання молитов.